# Asplenium depauperatum
Asplenium depauperatum är en svartbräkenväxtart som beskrevs av Fée. Asplenium depauperatum ingår i släktet Asplenium och familjen Aspleniaceae. Inga underarter finns listade.